# کریستو ماررو
کریستو ماررو (انگلیسی: Cristo Marrero؛ زادهٔ ۱۰ نوامبر ۱۹۷۸) بازیکن فوتبال اهل اسپانیا است.
از باشگاه‌هایی که در آن بازی کرده‌است می‌توان به باشگاه ورزشی تنریف اشاره کرد.